# Цанге, Габи
Габриэла (Габи) Цанге (нем. Gabriele "Gabi" Zange, урожд. Шёнбрунн, нем. Schönbrunn; род. 1 июня 1961, Криммичау, ГДР) — восточногерманская конькобежка, бронзовый призёр олимпийских игр 1984 года на дистанции 3000 метров и 1988 года на дистанциях 3000 и 5000 метров, чемпионка Европы 1984 года, многократная рекордсменка мира.

## Биография
Габи Шёнбрунн родилась на саксонской земле, в Криммичау. Начала кататься на коньках в возрасте 10 лет, после того, как спортивное руководство ГДР прекратило продвигать хоккей как соревновательный вид спорта. Таким образом, ледовый стадион в её родном городе, который до этого был почти полностью занят хоккейными клубами "ASK Forward" стал и конькобежным катком. В сборную попала в 1981 году, когда была студенткой высшей школы спорта в Карл-Маркс-Штадте.

## Спортивные достижения
| Jaar | Чемпионат Европы | Олимпийские игры   | Чемпионат мира (многоборье) | Чемпионат мира юниоры |
| ---- | ---------------- | ------------------ | --------------------------- | --------------------- |
| 1980 |                  |                    |                             | 8e                    |
| 1981 | 3                |                    | 11e                         |                       |
| 1982 | 4e               |                    | 4e                          |                       |
| 1983 | 4e               |                    | 4e                          |                       |
| 1984 | 1                | 4e 1500 м · 3000 м | 3                           |                       |
| 1985 | 6e               |                    | 2                           |                       |
| 1986 | 4e               |                    | 5e                          |                       |
| 1987 | 7e               |                    |                             |                       |
| 1988 |                  | 3000 м · 5000 м    | 4e                          |                       |

## Рекорды мира
| Номер | Дистания   | Время   | Дата           | Место   |
| ----- | ---------- | ------- | -------------- | ------- |
| 1     | 3000 м     | 4.21,70 | 28 марта 1981  | Медео   |
| 2     | 5000 м     | 7.39,44 | 15 января 1984 | Медео   |
| 3     | многоборье | 174,710 | 15 января 1984 | Медео   |
| 4     | 3000 м     | 4.16,76 | 5 декабря 1987 | Калгари |